# Жиґмонд Перені (1783—1849)
Жи́ґмонд Пе́рені (угор. Perényi Zsigmond; 18 листопада 1783, Чопівка, Берег — 24 жовтня 1849, Пешт) — закарпатський угорський поміщик, ішпан Угочанської жупи, учасник Угорської революції 1848—1849 років. Походив з роду виноградівських баронів Перені. Страчений у Пешті за активну участь в Угорській революції.

## Життєпис

### Ранні роки
Перені — один з найдавніших аристократичних родів Угорщини, що від 1399 року володіли Угочанською жупою на Закарпатті.
Народився 18 листопада 1783 року у селі Чопівка — колишньому селі поблизу Берегова. Батько Жиґмонда, Іштван, був поміщиком та ішпаном комітатів Нітра та Унг. Мати — баронеса Єва Горват.
Початкову освіту здобував удома. Закінчив гімназію у Трнаві, Королівську юридичну академію у Кошицях, після чого пройшов обов'язкове стажування у Пешті та Пресбурзі.

### Початок політичної кар'єри
Політична кар'єра Жиґмонда Перені розпочалася у 1805 році, коли він став головним нотаріусом Березької жупи. З 1808 року брав участь у парламентських засіданнях. У 1814 році став лейтенантом, проте незабаром подав у відставку. Пізніше заснував фабрику з виробництва галунів. Був членом Угорської національної економічної асоціації з моменту її заснування.
У 1825 році став заступником ішпана в Березькій жупі. В угорському парламенті перебував у опозиції до правління Габсбургів. У 1831 році, під час епідемії холери, став королівським повіреним у прикордонні з королівством Галичини та Володимирії для запобігання поширенню хвороби. У 1832 році став депутатом верховної палати Національних зборів. Тоді ж став угочанським ішпаном. Згодом став королівським повіреним у Трансильванських державних зборах. У 1834 році призначений суддею Верховного суду — Ради семи осіб. Розглядав апеляційну скаргу на вирок Міклоша Вешшелені та Лайоша Кошута, де голосував за виправдання першого та пом'якшення вироку другому. У 1835 році став членом Ради директорів Угорської академії наук.

### Участь в Угорській революції (1848—1849)
У березні 1848 року розпочалася Угорська революція, яка була частиною «весни народів». Лайош Баттяні, тодішній голова угорського уряду, пропонував Жиґмонду Перені стати міністром, проте він відхилив пропозицію, після чого поїхав у Коложвар, щоб взяти участь у Трансильванських державних зборах. На цих зборах він відіграв ключову роль у прийнятті Трансильванією унії з Угорщиною. Згодом король Фердинанд Габсбург призначив Перені другим спікером верхньої палати парламенту.
Був заступником Лайоша Кошута — голови штабу, що керував угорською національно-визвольною війною.
14 квітня 1849 року Національні збори Угорщини за ініціативою Жиґмонда Перені ухвалили рішення про відсторонення представників династії Габсбургів від влади над Угорщиною. 16 серпня барона арештували за цей прецедент. 24 серпня відбувся суд над Жиґмондом Перені. Проти барона висунули звинувачення у зраді короля. За рішенням суду 24 жовтня 1849 року його було страчено у Пешті.
Існує народний переказ, згідно з яким барон Жиґмонд Перені, будучи арештованим, востаннє покидаючи палац Перені у Виноградові, наказав не зачиняти в'їзні ворота в палац до його повернення. Після цього барон більше ніколи не повертався у Виноградів, проте його вказівка неухильно дотримується.

## Родина
Був одружений двічі: спершу з Юлією Стойкою, пізніше — з Леопольдіною Ковачич. Мав сина Жиґмонда (1843—1915), що був ішпаном комітатів Береґ та Угоча й депутатом угорських Національних зборів. У нього був син Жиґмонд (1870—1946) — міністр внутрішніх справ Угорщини (1919), регентський комісар Підкарпатської території (1939—1940), хранитель Корони, голова Верхньої палати угорського парламенту (1943—1944).

## Вшанування пам'яті
- У місті Виноградів Закарпатської області діє угорськомовна школа імені Жиґмонда Перені[12], а перед її будівлею стоїть пам'ятна статуя діячеві 1906 року за проєктом Ерно Секелі.
- У палаці Перені у Виноградові розміщена меморіальна дошка на честь Жиґмонда Перені.

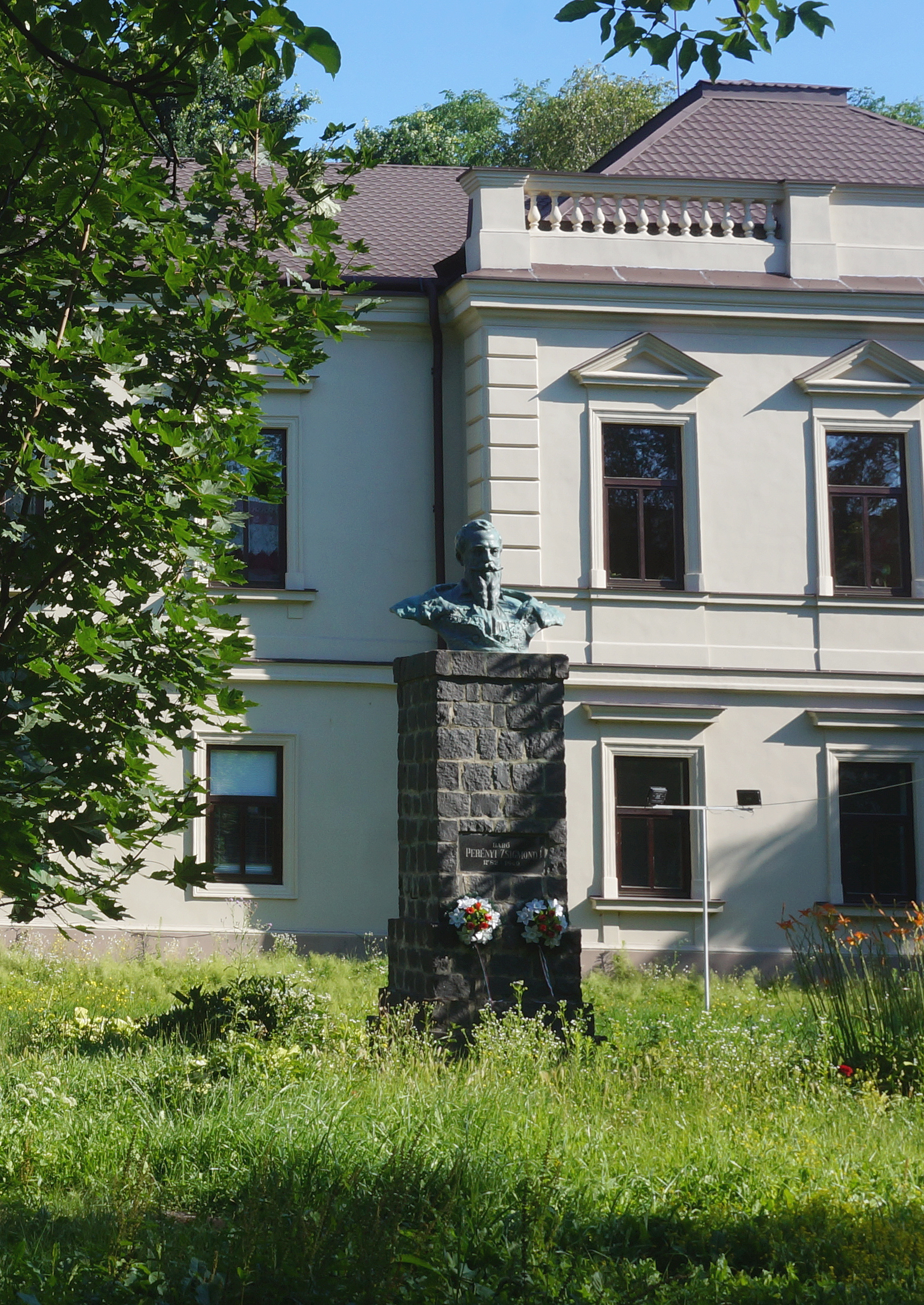
Пам'ятник Жиґмонду Перені у Виноградові
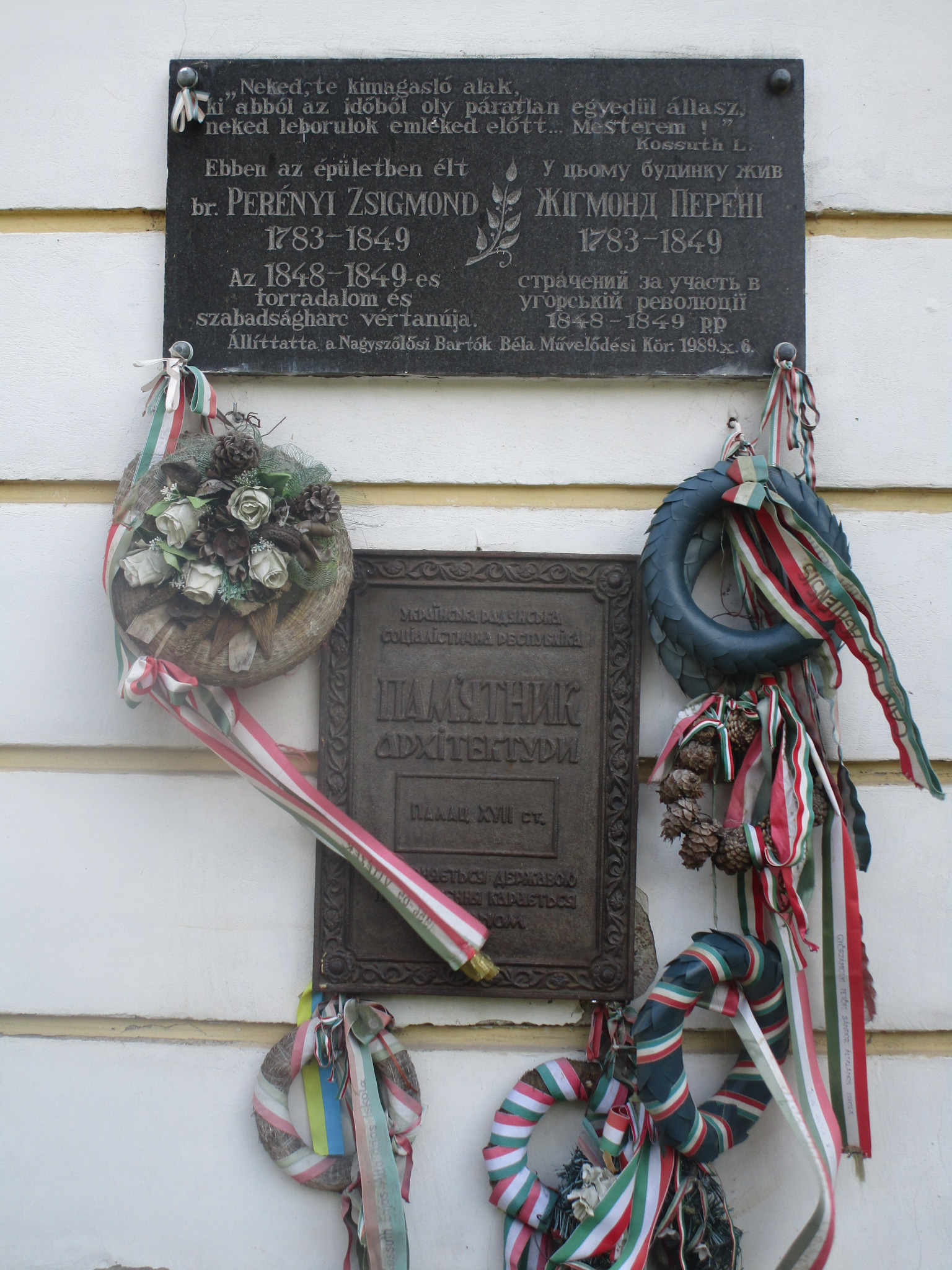
Меморіальна дошка в палаці Перені у Виноградові